# Via Algarviana
Die Via Algarviana ist ein Wanderweg in Portugal mit einer Länge von 300 km.
Die Via Algarviana wurde nur auf bereits bestehenden Land- und Waldwegen errichtet und bemüht sich an Punkten von besonderem natürlichem, kulturellem, menschlichem und landschaftlichem Interesse vorbeizuführen und so auch den lokalen Tourismus im Hinterland zu fördern.
Aus einem Ideenaustausch, der die touristische Belebung des Hinterlandes der Algarve zum Thema hatte, ist 1995 das Öko-Tourismus-Projekt entstanden. Hierbei waren die beiden Gruppen Almargem und der Algarve Walkers führend. Ziel war es, eine Wanderroute zwischen dem unteren Abschnitt des Flusses Guadiana (bei Alcoutim) und dem Cabo de São Vicente anzulegen, auf der man das gebirgige Hinterland der Algarve durchquert.
In Zukunft soll der Weg mit anderen bereits bestehenden Wanderrouten und Europäischen Fernwanderwegen verbunden und so ein großes Netz von Wegen geschaffen werden, unter anderem mit der Verbindung zum E4 und zum E9.

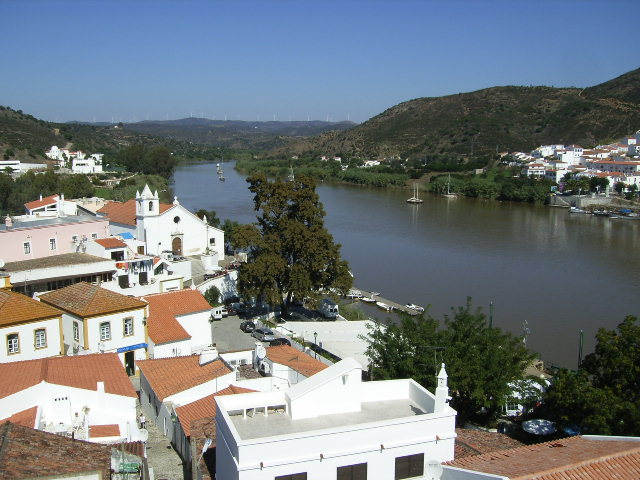
Alcoutim und Guadiana-Fluss.

Der Weg durchquert neun Amtsbezirke der Algarve (Alcoutim, Castro Marim, Tavira, São Brás de Alportel, Loulé, Silves, Monchique, Lagos und Vila do Bispo) und ungefähr 21 Gemeinden. In jeder Gemeinde versucht der Weg an den Orten mit der größten natürlichen und kulturellen Bedeutung vorbeizuführen. Auch Dienstleistungsangebote, wie Unterkunft und Verpflegung, fördern die Unternehmungen des ländlichen Tourismus in typischen Dörfern des algarveschen Inlands.
Man kann den Weg im Ganzen zu Fuß gehen (ca. 2 Wochen Wanderzeit) oder man kann den Weg in Einzeletappen wandern (Tages- oder Mehrtagestouren). Die Strecke wurde in Abschnitte (Sektoren) mit bis zu 30 km Länge aufgeteilt.
Die Organisation der Via Algarviana bietet auch die Durchführung von geführten Wanderungen in Gruppen an. Teilstrecken können zudem mit dem Mountainbike (BTX) befahren oder zu Pferde beritten werden.